# XBIZ Award for Best Actress - Taboo Release
L'XBIZ Award for Best Actress - Taboo Release è un premio pornografico assegnato all'attrice votata come migliore in una scena taboo dalla XBIZ, l'ente che assegna gli XBIZ Awards, uno dei maggiori premi del settore.
Come per gli altri premi, viene assegnato nel corso di una cerimonia che si svolge a Los Angeles, solitamente nel mese di gennaio, solo tra il 2019 e il 2020 e in quest'ultima edizione con il nome "Best Actress - Taboo - Themed Release".

## Vincitrici

### Anni 2010
| Anno | Vincitrice | Titolo              |
| ---- | ---------- | ------------------- |
| 2019 | Gia Paige  | The Jeaolus Brother |

### Anni 2020
| Anno | Vincitrice  | Titolo                                   |
| ---- | ----------- | ---------------------------------------- |
| 2020 | Alina Lopez | Bishop's Interview: An Alina Lopez Story |